# Ravana
 (février 2014).
Si vous disposez d'ouvrages ou d'articles de référence ou si vous connaissez des sites web de qualité traitant du thème abordé ici, merci de compléter l'article en donnant les références utiles à sa vérifiabilité et en les liant à la section « Notes et références ».
Ravaṇa (IAST: Rāvaṇa) est un personnage de la mythologie hindoue. Roi des rakshasas de Lankâ (l'actuel Sri Lanka?) et ennemi de Rāma dans l'épopée du Ramayana, il est parfois nommé Dashânana (« dix têtes ») ou Dashamukha (« dix visages ») car il est représenté généralement avec dix têtes et vingt bras.

## Histoire
Ravaṇa est l'époux de Mandodarî et le père d'Indrâjit, parfois nommé Meghanâda, de Trishiras aux trois têtes, de Devântaka, de Narântaka et de Atikâya. Il est considéré comme le rédacteur du Kumâra-tantra.
Ravaṇa s'empara du trône de son demi-frère Kuvera, le roi légitime de Lankâ et de son palais volant, Pushpaka. Ses dix têtes et vingt bras sont une métaphore, car il pouvait faire dix chose à la fois dans l'art, les sciences, la musique et autres. Il a probablement obtenu ces pouvoirs de Shiva, à la suite du Ravananugraha. En effet, Ravaṇa se vit accorder par le dieu, à la suite de ses prières, un avantage : il serait dorénavant à l'abri des attaques des devas, les divinités, des asuras, leurs ennemis, des rakshasas, les démons, des gandharvas, les musiciens célestes, des yakshas, les demi-dieux serviteurs de Shiva et des autres créatures célestes ou magiques. Mais dans son arrogance, Râvana oublia de demander d'être protégé des humains.
Pour tuer le roi Ravaṇa, Vishnou s'incarna en Rāma. Aidé par son oncle Maricha, Ravaṇa captura et emprisonna Sītā, la femme de Rāma. Rāma et son fidèle commandant en chef, le singe Hanumān, conduisirent une armée composée d'hommes et d'animaux, pour détruire Ravana et libérer Sita. Cette expédition est racontée dans le Ramayana.
La mort de Ravaṇa est célébrée par la fête de Dussehra (ou Dushera ou Dussera) durant laquelle ses effigies sont brûlées en public.
Rāvaṇa est nommé Thotsakan en thaï, Riep en khmer, Hapkhanasuan ou Phimmachak en laotien, Rahwana ou Dasamuka en Indonésie.

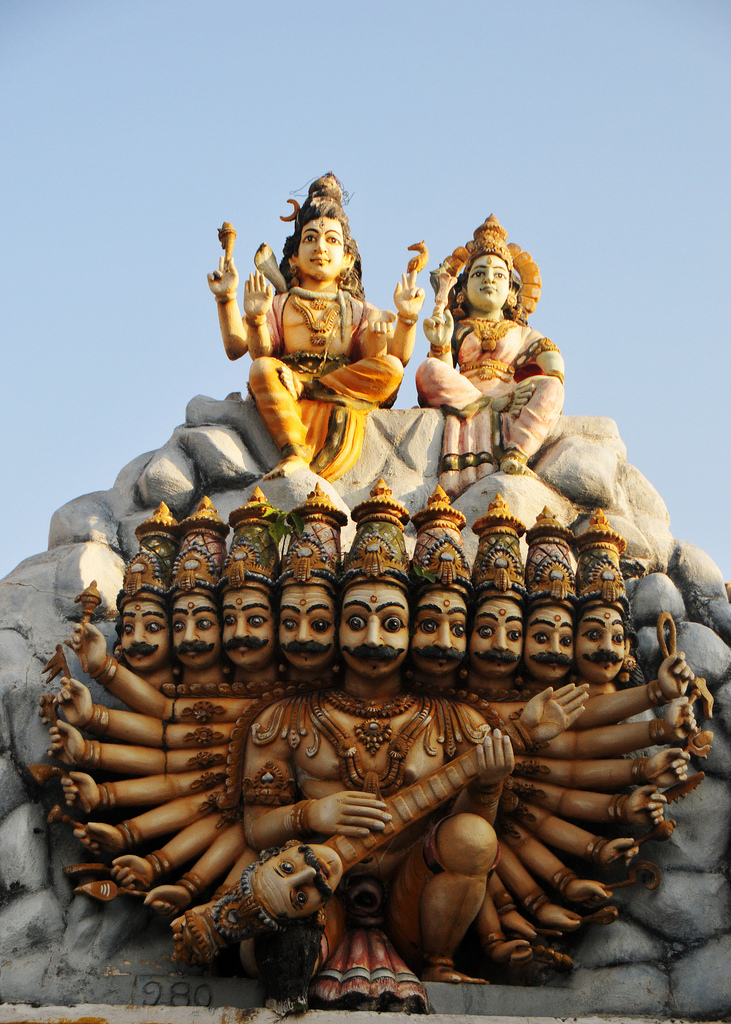
Ravananugraha dans un temple tamoul à Trinquemalay. Ravana aurait été un empereur tamoul selon Valmiki, l'auteur du Ramayana.
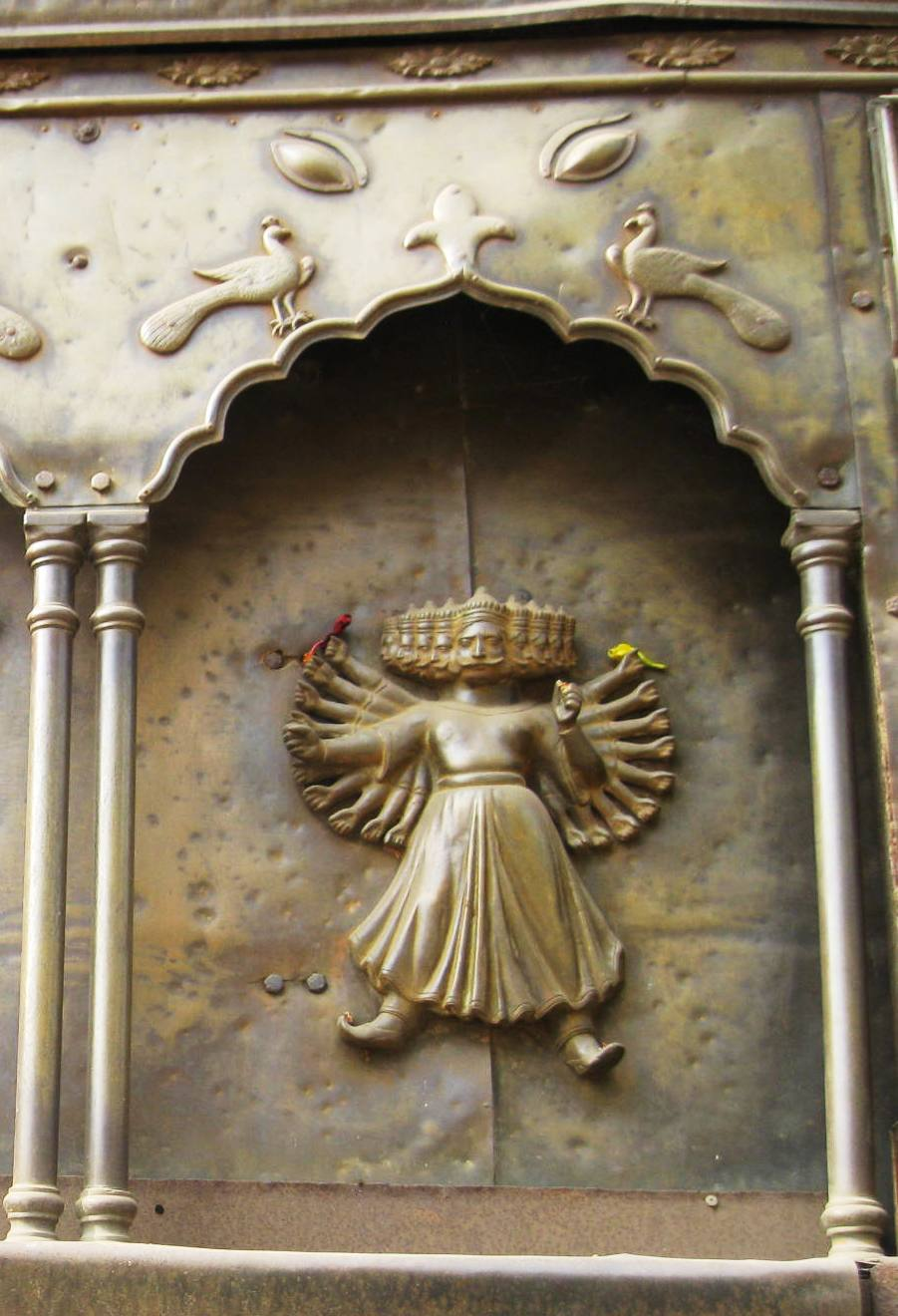
Ravana sur un char en laiton, Searsole Rajbari, Bengale occidental, Inde.